# Hannabou
Hannabou est une ville proche d'Errachidia située entre Jorf et Erfoud au sud-est du Maroc. Elle compte 10 000 habitants et elle est connue pour sa vaste palmeraie et ses khettara.

## Localisation
Hannabou se trouve à 3 kilomètres exactement de la R702 qui relie la N13 à la N14 (entre Erfoud et Tinejdad) juste après le pont de Oued Eghrisse en venant d’Erfoud.

## Description
Ce ksar est très connu par la richesse de son agriculture, par sa verdure, et le ruissellement de ses sagyas (Al Alouiya, Lagdima, Al Wastanya, Al Foughanya) même dans les périodes de sécheresse sans oublier ses dunes de sable où les palmiers vivent encore et donnent leurs récoltes. Les palmiers de Hannabou sont connus pour la qualité de leurs dattes (Boufeggous, Majhoul...)
Le Foum Ksar (devant l’entrée principale du ksar) constitue la place principale du ksar. Le ksar est entouré par un rempart.
À Hannabou, il y a une école primaire et un collège. On trouve aussi une infirmière et la mosquée qui se trouve à l’intérieur du ksar.
La dureté et le manque de travail dans la région pousse et a poussé une grande partie de gens à quitter Hannabou pour d’autres villes marocaines ou encore à l'étranger.